# Клаус-Юрґен Вреде
Клаус-Юрґен Вреде (нім. Klaus-Jürgen Wrede), (нар. 19 серпня 1963, Мешеде) — німецький автор ігор.

## Життя
Вреде, який виріс у Арнсберзі, вивчав католицьку теологію та музику на вчителя, а також фортепіано та композицію у Вищій школі музики і танцю в Кельні та Кельнському університеті. Крім навчання на інструментах, таких як віолончель і фортепіано, він рано почав складати власні композиції. У 16 років він був лауреатом конкурсу «Jugend komponiert». До 2009 року Вреде працював викладачем музики та релігії у кельнській Георг-Бюхнер-Гімназії. Наразі він є незалежним автором ігор і живе в Геннефі.
З моменту відвідування SPIEL '89 у Ессені його випадкове захоплення іграми перетворилося на велику пристрасть. У 1992 році його перша гра Scippo була майже готова до випуску у видавництві Hexagames, але видавництво стало банкрутом. Після цього Вреде спробував себе як автор книг. Під час дослідження для книги про Гентський вівтар він у 1999 році подорожував до Південної Франції, до району Каркассон, щоб вивчити історію катарів. Під час цієї подорожі у нього виникла ідея для гри, з якої згодом з'явилася гра Carcassonne. Разом із прототипом гри Mesopotamien він подав її до трьох видавництв. Вреде вважав Mesopotamien кращою за Carcassonne і був здивований, коли видавництво Hans im Glück Verlag погодилося видати Carcassonne ще на SPIEL '00. Він не міг передбачити, який успіх матиме гра в довгостроковій перспективі. На ярмарку було продано 2000 примірників Carcassonne, а з накладом близько 400 000 примірників гра швидко стала найбільш продаваною настільною грою в Німеччині. Ліцензії на гру були надані, зокрема, у США, Францію та Скандинавію. Його гра Mesopotamien з'явилася у 2005 році, а її розширення — у 2006 році.
Це також призвело до розвитку та реалізації власних ігрових ідей. Вреде особливо приваблює впровадження історичних тем у сімейні ігри. Його ігри неодноразово входили до рекомендаційного списку журі «Гра року», зокрема, у 2012 році Rapa Nui.
У 2015 році вийшла його книга про Гентський вівтар, через яку він у 1999 році поїхав до Південної Франції, що стало поштовхом для створення Carcassonne.

## Carcassonne
Його перша гра Carcassonne була удостоєна бажаних титулів Гра року та Німецька ігрова премія у 2001 році. Наразі вийшло десять великих та понад 30 міні-доповнень до Carcassonne, а також понад десяток інших автономних ігор Carcassonne. До 2005 року Carcassonne була перекладена на 15 мов, і було продано понад п'ять мільйонів примірників. До 2015 року Carcassonne була перекладена на понад 25 мов, і було продано понад десять мільйонів примірників по всьому світу.
Вреде сказав у 2016 році про Carcassonne:
|                                                                      | Зараз люди хочуть або дуже прості ігри, або дуже складні. Все, що між цим, є складним. Я думаю, сьогодні, можливо, жодне видавництво більше не взяло б гру, як Carcassonne, тому що вона між ними. |
| — Клаус-Юрґен Вреде, Інтерв'ю з Ганною Шмітт у General-Anzeiger Bonn | |

## Ігри
- 2000 Carcassonne — Гра року 2001, Німецька ігрова премія 2001, Гра ігор 2001
- 2002 Carcassonne — Die Jäger und Sammler
- 2002 Wirtshäuser und Kathedralen (1. Доповнення до Каркасон)
- 2002 Krone & Schwert
- 2003 Die Fugger
- 2003 Händler und Baumeister (2. Доповнення до Каркасон)
- 2003 Carcassonne — Die Burg
- 2004 Carcassonne — Die Stadt
- 2004 Carcassonne — Die Baumeister des Königs
- 2004 Der Untergang von Pompeji
- 2005 Drachenreiter
- 2005 Burgfräulein und Drache (3. Доповнення до Каркасон)
- 2005 Carcassonne — Neues Land
- 2005 Mesopotamien
- 2006 Anasazi
- 2006 Der Turm (4. Доповнення до Каркасон)
- 2007 Venedig
- 2007 Abtei und Bürgermeister (5. Доповнення до Каркасон)
- 2007 Carcassonne — Reiseedition
- 2007 Graf, König und Konsorten (6. Доповнення до Каркасон)
- 2008 Carcassonne — Mayflower
- 2008 Das Katapult (7. Доповнення до Каркасон)
- 2009 Albion
- 2009 Carcassonne — Das Schicksalsrad
- 2010 Brücken, Burgen und Basare (8. Доповнення до Каркасон)
- 2010 Car(d)cassonne — Das Kartenspiel
- 2011 Rapa Nui
- 2011 Carcassonne — Jubiläumsedition
- 2011 Carcassonne — Das Würfelspiel
- 2012 Carcassonne Mini-Erweiterungen (1.–7.)
- 2012 Carcassonne Winter-Edition
- 2013 Carcassonne around the World — Südsee
- 2013 Heroes of the Three Kingdoms
- 2014 Schafe und Hügel (9. Доповнення до Каркасон)
- 2014 Carcassonne around the World — Goldrausch
- 2014 Carcassonne II (Нове видання)
- 2015 Carcassonne — Star Wars Edition
- 2015 Carcassonne — Über Stock und Stein
- 2016 Carcassonne around the world — Amazonas
- 2016 Die Baumeister des Collosseum
- 2017 Mistkäfer!
- 2017 Manege frei! (10. Доповнення до Каркасон)
- 2017 Bali
- 2018 Carcassonne — Safari
- 2018 BLOXX!
- 2018 One to 9
- 2019 Calavera
- 2019 Beam me up
- 2020 Carcassonne — Jäger und Sammler 2020
- 2020 Carcassonne Winter-Edition 2020
- 2021 Kannste knicken
- 2021 Carcassonne — 20 Jahre Jubiläumsedition
- 2021 Carcassonne V3.0
- 2022 Fire & Stone
- 2022 Raccoon Robbers
- 2022 ECHT SPITZE
- 2022 Nebel über Carcassonne
- 2022 Caral
- 2023 ZERO HERO

## Твори
- {{{Titel}}}. 1 Auflage. Acabus Verlag, ISBN 9783862823673.